# Умершие в сентябре 2015 года
Это список известных людей, соответствующих установленным критериям значимости (см. Википедия:Критерии значимости персоналий), умерших в сентябре 2015 года.
Причина смерти указывается лишь в исключительных случаях (убийство, самоубийство, гибель в результате военных действий, смертная казнь, ДТП или несчастные случаи). В остальных случаях — не указывается.

## 30 сентября
- Альтарелли, Гвидо (74) — итальянский физик, лауреат премии Сакураи (2012)[1].
- Дофин, Клод (64) — французский бизнесмен, один из основателей и председатель совета директоров компании Trafigura[2].
- Сергиенко, Валерий Иванович (69) — советский и российский государственный деятель, председатель исполкома Красноярского совета народных депутатов (1988—1992); ДТП[3].
- Тер-Мергерян, Жан Ервандович (79) — французско-армянский скрипач, народный артист Армянской ССР (1971)[4].
- Трещёв, Константин Михайлович (93) — военный лётчик-истребитель, участник Великой Отечественной войны, Герой Советского Союза (1944)[5].
- Хубер, Антье (91) — западногерманский государственный деятель, министр здравоохранения ФРГ (1976—1982) (о смерти объявлено в этот день)[6].
- Юсиф-заде, Зия Мамедия оглы (86) — советский и азербайджанский государственный деятель, председатель КГБ Азербайджанской ССР (1980—1988)[7].

## 29 сентября
- Аврам, Сорин (72) — румынский футболист, участник Олимпийских игр (1964)[8].
- Васякин, Александр Васильевич (89) — советский и украинский скульптор, заслуженный художник УССР (1975)[9].
- Вудс, Фил (83) — американский джазовый саксофонист[10].
- Капсе, Рам (81) — индийский государственный деятель, лейтенант-губернатор (глава администрации) союзной территории Андаманские и Никобарские острова (2004—2006)[11].
- Каразек, Хельмут (81) — немецкий журналист, литературный критик и писатель[12].
- Навваф ибн Абдул-Азиз Аль Сауд (83) — член королевской семьи Саудовской Аравии, руководитель Службы общей разведки (2001—2005)[13].
- Проданов, Вадим Юрьевич (51) — советский и российский актёр (1987—1997) и режиссёр (1988—2015) Театр имени Моссовета и актёр кино («Каменская», «Запомните, меня зовут Рогозин!», «Парни из стали»)[14].
- Ферри, Мауро (95) — итальянский государственный деятель, председатель Конституционного суда (1995—1996), министр промышленности, торговли и ремесел Италии (1972—1973)[15].
- Форд, Фрэнки (76) — американский ритм-н-блюзовый певец[16].

## 28 сентября
- Арион, Франк Мартинус (78) — антильский писатель[17].
- Бёрджесс, Майкл (70) — канадский актёр и певец[18].
- Бэр, Клаудия (35) — немецкая спортсменка в гребном слаломе, многократный призёр чемпионатов мира[19].
- Джалилов, Комёб (79)[значимость?] — таджикский политолог[20].
- Коулсон, Кэтрин (71) — американская киноактриса[21].
- Миллер, Уолтер Дейл (89) — американский государственный деятель, губернатор штата Южная Дакота (1993—1995)[22].
- Почалкина, Ольга Михайловна (41)[значимость?] — российская театральная актриса (Чувашский государственный театр юного зрителя имени М. Сеспеля), заслуженная артистка Чувашии (2009)[23].
- Соко, Игнасио (76) — испанский футболист, полузащитник («Реал»), чемпион Европы 1964 года в составе сборной Испании[24].
- Хреков, Виктор Анатольевич (61) — пресс-секретарь Управления делами президента Российской Федерации, отец журналиста Антона Хрекова[25].

## 27 сентября
- Абушенко, Владимир Леонидович (58) — белорусский социолог и социальный философ[26].
- Ахмед, Сайед (73) — индийский государственный деятель, губернатор Джаркханда (2011—2015), губернатор Манипура (с 2015)[27].
- Гиллермин, Джон (89) — британский кинорежиссёр[28].
- Инграо, Пьетро (100) — итальянский государственный деятель и журналист, спикер Палаты депутатов Италии (1976—1979)[29].
- Малохаткин, Иван Иванович (84) — советский и российский поэт[30].
- Смирнов, Николай Васильевич[значимость?] — российский деятель телевидения, директор телерадиокомпании «Бира» (1998—2015)[31].
- Черняховский, Гарий Маркович (71) — советский и российский театральный режиссёр, актёр, продюсер[32].

## 26 сентября
- Иларион (Савчук) (46) — епископ Черкасский и Кировоградский Украинской автокефальной православной церкви[33].
- Липняков, Валерий Николаевич (74) — советский и российский дипломат, Чрезвычайный и Полномочный Посол СССР и России в Сенегале и Гамбии (по совместительству) (1991—1997) и России в Эфиопии (1999—2005)[34].
- Роуста, Хома (71) — иранская актриса[35].
- Саблуков, Виктор Васильевич (67) — советский велогонщик и российский спортивный менеджер, чемпион Всемирной Универсиады (1972), мастер спорта международного класса[36].
- Суфиев, Абдухолик (61) — таджикский музыкант, руководитель ансамбля слепых музыкантов «Панчтанон», киноактёр («Любовь и философия», «Бродяга»)[37].

## 25 сентября
- Алиходжаев, Ульмас Сафаевич (74) — советский и узбекский киноактёр («Огненные дороги»)[38].
- Гампер, Галина Сергеевна (74) — советский и российский поэт и переводчик[39].
- Гюльмагомедов, Ахмедуллах Гюльмагомедович (79) — советский и российский филолог, профессор, заслуженный деятель науки Российской Федерации (1998)[40].
- Киршенбаум, Моти (76) — израильский телережиссёр, генеральный директор Израильского управления телерадиовещания (1993—1997), лауреат премии Израиля (1976)[41].
- Рама, Кароль (97) — итальянская художница[42].

## 24 сентября
- Герасимов, Геннадий Николаевич (84) — советский и российский тренер по боксу, заслуженный тренер СССР[43].
- Дагделен, Угур (41) — турецкий футболист («Самсунспор»); самоубийство[44].
- Забелин, Леонид Васильевич (83) — советский и российский химик и государственный деятель, профессор, лауреат Ленинской премии (1984), премий Совета Министров СССР (1976) и Правительства Российской Федерации (1998), заслуженный химик Российской Федерации (1993)[45].
- Каут, Эллис (Ellis Kaut) (94) — немецкая детская писательница, автор серии детских книжек о домовом Пумукле[46].
- Комбани, Селина (56) — танзанийский государственный деятель, министр юстиции (2010—2012)[47].
- Медоукрофт, Джим (68) — английский профессиональный игрок в снукер, спортивный комментатор и тренер[48].
- Соколова, Александра (34)[значимость?] — солистка Atlantida Project[49].
- Сорокин, Пётр Питиримович (84) — американский физик, сын Питирима Сорокина[50].
- Толкачёв, Александр Никитович (68) — советский и российский художник кино, художник-постановщик киностудии «Мосфильм», актёр кино («МосГаз»), профессор ВГИКа, заслуженный деятель искусств Российской Федерации (1997) и лауреат Государственной премии СССР (1980, 1991)[51].
- Феофилояннакис, Теодорос (?) — руководитель тайной полиции Греции (1967—1974)[52].

## 23 сентября
- Альварес-Новоа Санчес, Карлос (75) — испанский актёр театра и кино, кинорежиссёр, писатель en:Carlos Álvarez-Nóvoa.
- Арнеберг, Тор (87) — норвежский яхтсмен, серебряный летних Олимпийских игр в Хельсинки (1952)[53].
- Варнашов, Вячеслав Валентинович (60) — советский и российский художник[54].
- Зариньш, Карлис Карлович (85) — советский и латвийский певец, народный артист СССР (1976)[55].
- Колповский, Александр Алексеевич (62) — советский и российский футболист, выступавший в составе ЦСКА (1976—1979)[56].
- Попов, Николай Иванович (69) — советский и российский организатор сельского хозяйства, председатель колхоза «Мир» Торжокского района Тверской области, народный депутат РСФСР (1990—1993)[57].
- Холцер, Драган (70) — югославский футболист («Хайдук», «Штутгарт»)[58].
- Чуйков, Александр Александрович (79) — советский и российский актёр и режиссёр, актёр Тверского театра драмы, народный артист РСФСР (1986)[59].
- Эльперин, Юрий Леонидович (98) — российский переводчик[60].

## 22 сентября
- Берра, Йоги (90) — американский бейсболист[61].
- Горский, Андрей Петрович (89) — советский и российский художник, действительный член Российской академии художеств, народный художник Российской Федерации (1996)[62].
- Митчел, Чери (60) — американский балетмейстер, руководитель балетной труппы Метрополитен-опера; ДТП[63].
- Николаев, Леонид Львович (31) — российский художник-акционист и гражданский активист арт-группы «Война»[64].
- Салем, Али (англ.) (79) — египетский драматург, писатель-сатирик, политический комментатор[65].
- Ханзин, Валерий Леонидович (63) — советский биатлонист, бронзовый призёр первенства мира среди юниоров 1973 года в Лейк-Плэсиде (США)[66].

## 21 сентября
- Ананченко, Юрий Иванович (74) — советский футболист, выступавший за донецкий «Шахтёр» (1959—1967).[источник не указан 2741 день]
- Гросс, Йорам (88) — австралийский режиссёр, сценарист и продюсер[67].
- Дворный, Иван Васильевич (63) — советский баскетболист, чемпион летних Олимпийских игр в Мюнхене (1972), заслуженный мастер спорта России (1999); рак[68].
- Ильин, Василий Петрович (66) — советский гандболист, чемпион летних Олимпийских игр в Монреале (1976), заслуженный мастер спорта СССР (1976)[69].
- Йорам Гросс (88) — польско-израильско-австралийский художник-мультипликатор и продюсер детских анимационных фильмов.
- Мовсисян, Армен Хикарович (53) — армянский государственный деятель, министр энергетики (2001—2014)[70].
- Папакостас, Костас (75) — министр обороны Кипра (2008—2011)[71].
- Саймон, Роберт (101) — американский предприниматель, автор концепции массового планового строительства («концепция Саймона»), основатель города Рестон (Виргиния), названного его именем[72].
- Юнусов, Обиджан (80) — советский и узбекский актёр Узбекского драматического театра имени Хамзы и кино («Низами»), народный артист Узбекской ССР (1987)[73].

## 20 сентября
- Батлер, Дороти (90) — новозеландская детская писательница[74].
- Бугай, Валерий Михайлович (67) — украинский спортивный менеджер, президент футбольного клуба «Металлист» (1996—2001), бывший директор НСК «Олимпийский» (Киев)[75].
- Воропанова, Марианна Ивановна (89) — советский и российский филолог, профессор Красноярского государственного педагогического университета имени В. П. Астафьева, доктор филологических наук, специалист по иностранной литературе[76].
- Гавриш, Алексей Алексеевич (90) — Герой Социалистического Труда.
- Кайано, Марио (82) — итальянский режиссёр и сценарист[77][78].
- Кюн, Фолькер (81) — немецкий режиссёр и писатель[79].
- Ларсон, Джек (87) — американский актёр[80].
- Поварич, Илья Прохорович (74) — российский экономист и организатор высшего образования, ректор Кемеровского государственного университета (2005—2007), заслуженный экономист РФ (1997)[81].
- Уильямс, Си Кей (78) — американский поэт, лауреат Пулитцеровской премии (2000)[82].

## 19 сентября
- Атясов, Александр Егорович (61) — белорусский государственный деятель, председатель Витебского областного совета (с 1998 года)[83].
- Исмаил Кирам II (75) — султан филиппинского султаната Сулу[84].
- Кобяков, Аркадий Олегович (39)[значимость?] — российский автор-исполнитель русского шансона: язва желудка[85].
- Коллинз, Джеки (77) — британская и американская писательница; рак молочной железы[86].
- Лисеев, Олег (31)[значимость?] — российский профессиональный боксер и тренер[87].
- Махабир, Эррол (84) — тринидадский государственный деятель, министр иностранных дел Тринидада и Тобаго (1985—1986)[88].
- Мурзин, Дмитрий Олегович (30)[значимость?] — российский киноактёр[89].
- Оганезов, Амиран Павлович (80)[значимость?] — советский и российский скрипичный мастер и художник-реставратор[90].
- Рашид ибн Мохаммед аль-Мактум (33) — старший сын премьер-министра ОАЭ, председатель НОК ОАЭ (2008—2010), бизнесмен; сердечный приступ[91].
- Сиокава, Масадзюро (93) — японский государственный деятель, министр финансов Японии (2001—2003)[92].
- Шарп, Марвин (49) — американский тренер олимпийской сборной США по спортивной гимнастике; самоубийство[93].
- Юэн, Тодд (49) — канадский хоккеист, нападающий («Монреаль Канадиенс»), обладатель Кубка Стэнли (1993)[94].

## 18 сентября
- Бернштейн, Нэнси (?) — американский продюсер («Хранители снов»)[95].
- Бонвальет, Эдуардо (60) — чилийский футболист (участник ЧМ-1982, вице-чемпион Кубка Америки 1979), тренер, спортивный комментатор; самоубийство через повешение[96].
- Врона, Марцин (42) — польский кинорежиссёр[97].
- Косенков, Иван Васильевич (91) — сержант Рабоче-крестьянской Красной армии, участник Великой Отечественной войны, Герой Советского Союза (1944)[98].
- Менендес, Марио Бенхамин (85) — аргентинский военный деятель, военный губернатор Фолклендских островов во время Фолклендской войны[99].
- Пауль, Уильям (79) — американский иммунолог, открывший Интерлейкин 4[100].
- Рылль-Нардзевский, Чеслав (89) — польский математик, профессор[101].
- Тернеро, Фредди (53) — перуанский футболист и тренер, тренер национальной сборной (1996—1998, 2005)[102].
- Хоук, Джеймс (74) — американский астрофизик, лауреат премии Джозефа Вебера (2008) за создание спектрографа для наблюдений в инфракрасном спектре[103].

## 17 сентября
- Альперович, Борис Ильич (87) — советский и российский врач, почётный заведующий кафедрой хирургических болезней № 2 СибГМУ, заслуженный врач РФ, заслуженный деятель науки РФ, лауреат Государственной премии РФ (1993)[104].
- Андриня, Ингрида (71) — советская и латвийская актриса театра и кино[105].
- Ван Дайк, Фред (86) — американский сёрфер, писатель и киноактёр[106].
- Гальвес, Росарио (88) — мексиканская актриса («Шалунья»); пневмония[107].
- Гусаков, Борис Николаевич (74) — советский и российский актёр театра и кино[108].
- Гулиев, Владимир Евгеньевич (81) — советский и российский юрист, профессор, главный научный сотрудник Института государства и права РАН, заслуженный юрист Российской Федерации (1994)[109].
- Каппеллотто, Валерия (45) — итальянская велогонщица, участница Олимпийских игр 1992 и 2000 годов[110].
- Касимов, Пирмагомед Пирмагомедович (74) — советский и российский дагестанский поэт, переводчик, партийный и общественный деятель, журналист[111].
- Крамер, Деттмар (90) — немецкий футболист и тренер, приведший «Баварию» к победам в Кубке чемпионов 1975 и 1976 годов[112].
- Кузьмин, Вадим Алексеевич (78) — советский и российский физик, член-корреспондент РАН (2000)[113].
- Маршман Д. М. (92) — американский сценарист, лауреат премии «Оскар» (1951) («Бульвар Сансет»)[114].
- Мойдунов, Эрмек (70) — советский киргизский певец, народный артист Киргизии[115].
- Ремизов, Михаил Григорьевич (66) — советский и российский актёр театра и кино; инфаркт[116].
- Ризи, Нело (95) — итальянский поэт, режиссёр и сценарист[117].
- Эраклио Сепеда (78) — мексиканский писатель, поэт и политик[118].
- Уилкокc, Дэвид (95) — британский хоровой дирижёр, органист и композитор, лауреат премии Грэмми[119].
- Хитли, Питер (91) — шотландский прыгун в воду, председатель Федерации Игр Содружества[120].

## 16 сентября
- Батыгина, Татьяна Борисовна (87) — советский и российский учёный, специалист в области биологии развития, репродуктивной биологии, морфологии, морфогенеза, эмбриологии и биотехнологии, доктор биологических наук, профессор, член-корреспондент РАН (2003), лауреат Государственной премии РФ[121].
- Беар, Ги (85) — французский эстрадный певец, поэт и композитор, отец актрисы Эммануэль Беар[122].
- Босс, Мэй (90) — американская актриса[123][124],
- Клири, Роберт (79) — американский хоккеист, чемпион зимних Олимпийских игр в Скво-Вэлли (1960)[125].
- Мирошниченко, Владимир Николаевич (26) — российский спортсмен по стендовой стрельбе, чемпион (2014) и член сборной команды России; ДТП[126].
- Назарзода, Абдухалим (51) — таджикский военный деятель, генерал-майор армии Таджикистана, организатор антиправительственного мятежа в стране; убит (о смерти стало известно в этот день)[127].
- Оппельт, Курт (83) — австрийский фигурист, чемпион Олимпийских игр (1956), мира и Европы в парном катании (1956)[128].
- Ремфри, Кит (67) — британский дзюдоист, серебряный призёр летних Олимпийских игр в Монреале (1976)[129].
- Сундеев, Виктор Владимирович (63) — русский писатель, публицист и кинодраматург[130].

## 15 сентября
- Башарин, Николай Петрович (74) — советский и российский художник, заслуженный художник Российской Федерации[131].
- Волонтир, Михай (Михаил) Ермолаевич (81) — советский и молдавский актёр театра и кино, народный артист СССР (1984), народный артист Молдавской ССР[132].
- Ван де Керкхове, Бернард (74) — бельгийский велогонщик, победитель двух этапов Тур де Франс[133]
- Колотов, Марк Григорьевич (89) — российский художник-реставратор, заслуженный работник культуры РФ[134].
- Липкин, Цви (94) — израильский физик и борец за права советских евреев-отказников[135].
- Паиль, Меир (89) — израильский политик и историк[136].
- Понтен, Томас (69) — шведский актёр[137].

## 14 сентября
- Афанасьев, Юрий Николаевич (81) — советский и российский историк и политик, основатель, ректор (1991—2003) и президент (2003—2006) Российского государственного гуманитарного университета[138].
- Вардхана, Али (87) — индонезийский государственный деятель, министр финансов (1966—1983), министр экономики (1983—1988)[139].
- Ганавардена, Индика (72) — шри-ланкийский политик, министр высшего образования[140].
- ДеЛука, Фред (67) — американский бизнесмен, сооснователь сети ресторанов Subway[141].
- Кирнз, Мартин (39) — британский музыкант, ударник Bolt Thrower[142].
- Лолов, Ибро (82) — болгарский аккордеонист, исполнитель народной музыки[143].
- Месарош, Дьёрдь (83) — венгерский гребец на байдарке, двукратный серебряный призёр Олимпийских игр (1960), чемпион мира[144]
- Новакович, Миле (65) — сербский генерал, военачальник армии Сербской Краины в период войны в Хорватии[145].
- Пашков, Валерий Григорьевич (78) — советский футболист, игрок команды «Ростсельмаш» (1960—1965)[146].
- Тудор, Корнелиу Вадим (65) — румынский политический деятель, сенатор парламента Румынии, депутат Европарламента, основатель политической партии «Великая Румыния»[147].
- Черниговский, Сергей Леонидович (60) — советский и российский театральный деятель и композитор (www.kino-teatr.ru).
- Яров, Сергей Викторович (56) — советский и российский историк, профессор, специалист по истории России новейшего времени[148].

## 13 сентября
- Акматов, Казат Акматович (73) — советский и киргизский прозаик, драматург, сценарист и общественный деятель, народный писатель Кыргызстана[149].
- Белич, Джеймс (88) — новозеландский государственный деятель, мэр Веллингтона (1986—1992)[150].
- Вивиньо (54) — бразильский футболист («Васко да Гама», «Ботафого»)[151].
- Кугель, Самуил Аронович (90) — советский и российский социолог, участник Великой Отечественной войны, заслуженный деятель науки Российской Федерации[152].
- Лаго, Бетти (60) — бразильская актриса («Шальные деньги», «Дороги Индии»)[153].
- Мэлоун, Мозес (60) — американский баскетболист, трижды становился самым ценным игроком регулярного чемпионата НБА[154].
- Рират, Гэри (65) — американский музыкант и автор песен REO Speedwagon[155].
- Сангович, Ядвига Генриховна (98) — советская балерина, заслуженная артистка РСФСР (1951)[156].
- Серебряков, Дмитрий Георгиевич (75) — советский и российский телеоператор, лауреат Государственной премии СССР (1976)[157].
- Соколов, Андрей Константинович (74) — советский и российский историк, специалист в области источниковедения и методологии новейшей истории России[158].
- Шорске, Карл Эмиль (100) — американский историк, лауреат Пулитцеровской премии (1980) (о смерти объявлено в этот день)[159].

## 12 сентября
- Гилрой, Фрэнк Д. (89) — американский драматург, сценарист и режиссёр, обладатель «Тони» (1965) и Пулитцеровской премии (1965)[160].
- Кард, Клаудия (74) — американский философ[161].
- Король, Алексей Степанович (70) — белорусский историк, политолог, главный редактор независимой газеты «Новы Час»[162].
- Меррик, Брайан (56) — британский музыкант (The Damned)[163].
- Ньякаирима, Аронда (56) — угандийский военный и государственный деятель, министр внутренних дел Уганды (с 2013 года)[164].
- Поулидж, Дэвид (67) — американский актёр[165].
- Сальво (68) — итальянский художник[166].
- Спрингетт, Рон (80) — английский футболист («Шеффилд Уэнсдей», «Куинз Парк Рейнджерс»), чемпион мира 1966 года в составе сборной Англии[167].

## 11 сентября
- Первин, Алан (54) — американский актёр[168].
- Федорин, Максим Валерьевич (44)[значимость?] — российский оператор («След»)[169].
- Хиль, Барбара (85) — мексиканская актриса театра и кино («Дикая Роза», «Просто Мария», «Узы любви»)[170].
- Чейшвили, Резо Бенедиктович (82) — советский и грузинский писатель, киносценарист («Мачеха Саманишвили») и актёр («В добрый путь», «Распахните окна»)[171].

## 10 сентября
- Валиев, Валиахд (63) — советский и азербайджанский актёр Гянджинского драматического театра и кино («Я ещё вернусь», «Рыцари чёрного озера»)[172].
- Вильден, Герт (98) — немецкий композитор[173].
- Жуков, Дмитрий Анатольевич (88) — советский и российский писатель, литературовед и переводчик, отец председателя Национального Олимпийского комитета России Александра Жукова[174].
- Зезин, Александр Борисович (76) — российский физикохимик, член-корреспондент РАН (1997), специалист в области химии высокомолекулярных соединений[175].
- Интерленги, Франко (83) — итальянский актёр и продюсер[176].
- Коннелл, Джон (91) — американский актёр[177].
- Лахад, Антуан (88) — ливанский военачальник, командующий Армией Южного Ливана (ЦАДАЛ) (1984—2000)[178].
- Николаев, Юрий Константинович[значимость?] (74) — советский и российский ученый-историк и геральдист, автор герба и флага Пермской области и Пермского края, почетный гражданин города Перми[179].
- Нюхольм, Бенгт (85) — шведский футболист («Норрчёпинг»), футболист года в Швеции (1961)[180].
- Палоуш, Радим (90) — чешский диссидент и философ один из основателей Гражданского форума, ректор Карлова университета (1990—1994)[181].
- Рубалькаба, Гильермо (88) — кубинский пианист, композитор, импровизатор[182].
- Смирнов, Николай Николаевич (73) — советский и российский военачальник, военный комендант Москвы (1988—1999), генерал-лейтенант в отставке[183].
- Фарбероу, Норман (97) — американский психотерапевт, один из основателей суицидологии[184].
- Фрутигер, Адриан (87) — швейцарский дизайнер шрифта, создатель шрифта «Фрутигер»[185].
- Хассан, Ихаб (89) — американский литературовед и писатель[186].

## 9 сентября
- Бабич, Анатолий Александрович (79) — советский и украинский учёный в области селекции, семеноводства зернобобовых культур и кормопроизводства, член-корреспондент ВАСХНИЛ (1988), иностранный член РАН (2014)[187]
- Бострём, Аннемари (93) — немецкий лирик и драматург[188].
- Мурадян, Мурад Оганесович (84) — армянский государственный деятель, председатель исполкома горсовета Еревана (1975—1985), председатель комиссии по вопросам помилования при президенте Армении[189].
- Пузыренко, Екатерина (38) — российская тяжелоатлетка, чемпионка России, мастер спорта Российской Федерации; инсульт[190].

## 8 сентября
- Алиев, Габиль Мустафа оглы (88) — советский и азербайджанский кеманчист, народный артист Азербайджанской ССР (1978)[191].
- Вишнич, Мирослав (69) — сербский писатель[192].
- Звагерман, Йост (51) — нидерландский писатель[193].
- Китапбаев, Бошай Китапбаевич (92) — советский и казахстанский ученый-аграрий, кандидат экономических наук, участник Великой Отечественной войны, Герой Социалистического Труда (1971) (о смерти стало известно в этот день)[194].
- Кишш, Ференц (73) — венгерский борец греко-римского стиля, бронзовый призёр Олимпийских игр в Мюнхене (1972)[195].
- Кортес, Эрлинда (91) — филиппинская актриса[196].
- Панов, Аркадий Николаевич (74) — советский, российский и украинский футболист и тренер, мастер спорта СССР[197].
- Тибелиус, Вячеслав Самоилович (60) — российский телеоператор (ОРТ и ВГТРК), лауреат специального приза «ТЭФИ» (1998)[198].
- Харангозо, Терез (Тери) (72) — венгерская эстрадная певица[199].
- Хилли, Скотт (62) — американский актёр[200]
- Шефер, Карло (51) — немецкий писатель[201].

## 7 сентября
- Аллен, Сюзан (англ., 64)[значимость?] — американская арфистка и педагог[202].
- Арнедо, Елена (74) — испанская писательница[203].
- Мур, Дик (89) — американский актёр 1930-40-х годов[204].
- Надаль, Рафаэль (86) — испанский дирижёр[205].
- Ройэлл, Кандида (64) — американская актриса[206].
- Усубалиев, Турдакун Усубалиевич (95) — советский государственный и партийный деятель, первый секретарь ЦК Коммунистической партии Киргизии (1961—1985)[207].

## 6 сентября
- Альчикова, Тамара[значимость?] — советская диссидентка, участница национального движения крымских татар, супруга диссидента и борца за права крымских татар Арсена Альчикова[208].
- Аскеров, Ильхам Тевеккюль оглы (56) — актёр Азербайджанского национального драматического театра и кино («Особые обстоятельства», «Родные берега», «Газельхан»), народный артист Азербайджана[209].
- Верин, Владимир Васильевич (67) — советский и российский оперный певец, солист Саратовского академического театра оперы и балета, народный артист России (2005)[210].
- Дамьен, Бастьен (20) — французский каноист, чемпион Европы (2012)[211].
- Какишев, Турсынбек Какишевич (88) — советский и казахстанский филолог, лауреат премии имени С. Сейфуллина, заслуженный деятель науки Республики Казахстан[212].
- Милнер, Мартин (83) — американский киноактёр[213].
- Потурай, Олег Игнатьевич (61) — украинский писатель и журналист[214].
- Серая, Ольга Александровна (53)[значимость?] — советская актриса («Джентльмены удачи»), дочь кинорежиссёра Александра Серого; погибла во время пожара[215].
- Скорчев, Румен Денев (82)[значимость?] — болгарский художник и книжный иллюстратор[216].
- Тимаков, Владислав Борисович (22) — российский ватерполист, игрок клуба «Синтез» и сборной России по водному поло[217].
- Шоу, Гейлорд (73) — американский журналист, лауреат Пулитцеровской премии (1978)[218].

## 5 сентября
- Ахундов, Агамуса Агасы оглы (83) — советский и азербайджанский языковед, действительный член Национальной Академии наук Азербайджана, лауреат Государственной премии Азербайджана[219].
- Берг, Илья (88) — датский композитор и пианист[220].
- Беспалов, Виктор Иванович (90) — советский и российский режиссёр кино и телевидения, заслуженный деятель искусств РСФСР (1984)[221].
- Вощина, Иван (57)[значимость?] — украинский рок-музыкант, перкуссионист группы «Пиккардийская терция»[222].
- Намсараев, Баир Бадмабазарович (72) — российский микробиолог, заслуженный деятель науки РФ[223].
- Нунес, Аласид (90) — бразильский государственный деятель, губернатор штата Пара (1966—1971, 1979—1983)[224].
- Хара Сэцуко (95) — японская актриса[225].
- Чиани, Серджо (79) — итальянский актёр[226].
- Шишков, Михаил Фёдорович (93) — генерал-майор, морской лётчик, Герой Советского Союза (1944), заслуженный военный лётчик СССР[227].
- Шривастава, Аадеш (51) — индийский композитор и певец[228].

## 4 сентября
- Бразиер, Грэм (63)[значимость?] — фронтмен новозеландской группы Hello Sailor[англ.][229].
- Дарлинг, Джин (93) — американская актриса, наиболее известная своей детской ролью в серии комедийных короткометражных фильмов «Пострелята»[230].
- дос Сантос, Жоэл Руфину (74) — бразильский историк, профессор[231].
- Жоли, Сильви (80) — французская актриса[232].
- Кирш, Райнер (81) — немецкий поэт и переводчик[233].
- Мерфи, Уоррен (81) — американский писатель и сценарист («Смертельное оружие 2»)[234].
- Пестов, Сергей (57) [значимость?] — барабанщик первого состава группы «Жар-птица»[235].
- Петухов, Владимир Николаевич (46) — советский и российский игрок в хоккей с мячом («Водник»), девятикратный чемпион России[236].
- Рико, Родригес (80) — британский регги- и ска-тромбонист кубинского происхождения, кавалер ордена Британской Империи (2007)[237].
- Де Соуза, Вилфред (88) — индийский государственный деятель, главный министр штата Гоа (1993—1994, 1994, 1998)[238].
- Чандра Бахадур Данги (75) — самый низкорослый в истории взрослый мужчина[239].
- Чичильяно, Антонио (82) — итальянский яхтсмен, бронзовый призёр Олимпийских игр (1960)[240].
- Ясиньский, Стефан Мустафа (104)[значимость?] — польский мусульманский лидер, старейший из поляков, исповедовавших ислам[241].

## 3 сентября
- Агаджанян, Рафаэль Ервандович (65) — советский и молдавский кинорежиссёр, киносценарист, журналист и педагог, заслуженный деятель искусств Республики Молдова (2007)[242].
- Альперович, Моисей Самуилович (96) — советский и российский историк, доктор исторических наук[243].
- Войтовецкий, Илья Ноевич (79) — израильский русский писатель[244].
- Жебрун, Анатолий Борисович (73) — советский и российский эпидемиолог, директор Петербургского НИИ эпидемиологии и микробиологии имени Пастера (с 1994 года), член-корреспондент РАМН (2004), член-корреспондент РАН (2014)[245].
- Карне, Джуди (76) — британская актриса[246].
- Ноа, Джон (87) — американский хоккеист, серебряный призёр Олимпийских игр (1952)[247].
- Чжан Чжэнь (100) — китайский военный деятель, генерал-полковник (1988)[248].

## 2 сентября
- Васильев, Леонид Михайлович (89) — советский и российский языковед, почётный академик АН РБ (2002), доктор филологических наук (1972), профессор (1974)[249].
- Гуревич, Юрий Григорьевич (94) — советский и российский учёный-металлург.
- Джиямфи, Чарлз Куми (85) — ганский футболист и тренер[250].
- Иванов, Вячеслав Михайлович (34) — российский альпинист; погиб при спуске с вершины[251].
- Инг, Вивьен (51) — американская киноактриса; несчастный случай[252].
- Каналева, Веселина (66)[значимость?] — болгарская журналистка, искусствовед, основательница частной радиостанции «Веселина»[253].
- Курди, Айлан (3)[значимость?] — сирийский ребёнок курдского происхождения, трагически погибший с родственниками-беженцами при попытке семьи пересечь Средиземное море[254].
- Мандзяра, Александр (75) — польский футболист и тренер[255].
- Ручкин, Александр Александрович (51) — российский альпинист, заслуженный мастер спорта России; погиб при спуске с вершины[251].
- Салминен, Симо (82) — финский актёр[256].
- Ухналёв, Евгений Ильич (83) — российский художник, народный художник Российской Федерации (1997), автор современного Государственного герба Российской Федерации[257].
- Фельдштейн, Давид Иосифович (85) — советский и российский учёный-психолог, академик (1999) и вице-президент (с 2001) Российской академии образования, профессор, педагог[258].
- Фуггерер, Вилли (73) — западногерманский велогонщик, бронзовый призёр Олимпийских игр в Токио (1964)[259].

## 1 сентября
- Агафоник (Филиппотис) (97) — епископ Элладской православной церкви, митрополит Месогеи и Лавриотики (1974—2004)[260].
- Бунеев, Борис Алексеевич (94) — советский кинорежиссёр, сценарист, режиссёр дубляжа, заслуженный деятель искусств РСФСР (1973)[261].
- Далибалтаян, Гурген Арутюнович (89) — советский и армянский военачальник, генерал-полковник[262].
- Джонс, Дин (84) — американский киноактёр[263].
- Дэвидсон, Эрик (78) — американский биолог развития, автор трудов по изучению генома фиолетового морского ежа Strongylocentrotus purpuratus, лауреат Международной премии по биологии (2011)[264].
- Куроки, Бен (98) — американский военный лётчик японского происхождения, единственный японец в ВВС США во время Второй мировой войны на Тихом океане[265].
- Пирзада, Абдул Хафиз (80) — пакистанский государственный деятель, министр финансов (1977)[266].